# Thanh Xuân, Sóc Sơn
Thanh Xuân là một xã thuộc huyện Sóc Sơn, thành phố Hà Nội, Việt Nam.
Ngày trước gọi là Thanh Khốn nhưng Thánh Gióng sau một lần đi ngang qua đã đổi là Thanh Nhàn.
Xã Thanh Xuân có diện tích 8,74 km², dân số năm 1999 là 10404 người, mật độ dân số đạt 1190 người/km². Xã được chia thành  bảy thôn lần lượt là Thanh Nhàn, Thạch Lỗi, Đồi Cốc, Đồng Giá, Bái Thượng, Chợ Nga, Trung Na và một khu phố Kim Anh. Xã có hai trường tiểu học là trường Tiểu Học Thanh Xuân A và Tiểu Học Thanh Xuân B, một trường trung học là trường THCS Thanh Xuân cơ sở và hai trường trung học phổ thông là THPT Kim Anh và THPT Mạc Đĩnh Chi. Ủy ban nhân dân xã được đặt tại thôn Thanh Nhàn.
Xã có vị trí nằm cách sân bay quốc tế Nội Bài 7 km.